# Ядовитый гриб (книга)
«Ядовитый гриб» («Поганка», нем. Der Giftpilz) — детская антисемитская книга немецкого писателя Эрнста Химера, изданная весной 1938 года издательством Stürmer Verlag Юлиуса Штрейхера.
Состоит из цикла рассказов с нападками на внешний вид, религиозные убеждения и моральные ценности евреев. Неприемлемой книгу сочли не только оппоненты нацистского режима, но даже министр пропаганды Йозеф Геббельс. Книга использовалась в качестве доказательства преступлений нацистского режима и лично Штрейхера на Нюрнбергском процессе.

## Детская литература в нацистской Германии
В нацистской Германии идеология была основана на расистских представлениях о биологии и природе. Образование и идеологическая индоктринация практически не различались между собой. Расовая теория была концептуальной основой учебной программы и объяснением для любых фактов.
Литературовед Дэниэл Фельдман пишет, что детские книги с нацистской пропагандой демонстрируют, что общество может почитать науку до такой степени, что делает биологию организующим принципом своей образовательной системы, и при этом производить детскую литературу, пронизанную выдумками и ложью. Антисемитские истории представлены в нацистской детской пропаганде как выражение точных научных данных; научные теории представлены в поддержку конспирологического националистического мифа. При этом «еврейство» описано как опасность для остального человечества, поскольку оно противопоставлено обычаям, морали, религии и закону.

## Автор и издание
Эрнст Химер (1900—1974) по профессии был школьным учителем. С 1938 по 1940 и с 1940 по 1945 год Химер также был главным редактором антисемитского еженедельника Der Stürmer. Кроме этого он написал и издал две детские книги — «Ядовитый гриб» (1938), «Пудельмопстаксапинчер» (1940) и книгу для взрослых «Евреи в пословицах (поговорках) народов» (1942).
Книга «Ядовитый гриб» была издана весной 1938 года издательством Stürmer Verlag Юлиуса Штрайхера. Она была иллюстрирована штатным художником-карикатуристом еженедельника Der Stürmer Филиппом Рупрехтом (псевдоним «Фипс»). Книга представляет собой сборник поучительных рассказов. Рассказы Химера были частью обширных планов нацистов по идеологической обработке немецкой молодёжи и преследовали цель привить немецким детям глубокую ненависть к евреям. Есть как минимум две разные версии книги, во второй версии рассказы сделаны в укороченном варианте.
Еженедельник Der Stürmer хвалился тем, что за первые семь дней после поступления книги в магазины было продано 10 тысяч экземпляров. Общий тираж составил по разным данным 40 или 60 тысяч экземпляров.

## Содержание
Список частей книги:
- Ядовитый гриб
- Как распознать еврея
- Как к нам пришли евреи
- Что такое Талмуд?
- Почему евреи позволяют себя крестить
- Как немецкого крестьянина изгнали из дома и с фермы
- Как обманывают еврейские торговцы
- Опыт Ганса и Эльзы со странным человеком
- Визит Инги к врачу-еврею
- Как еврей относится к своей домашней прислуге
- Как еврейские адвокаты обманули двух женщин
- Как евреи мучают животных
- Что Христос сказал о евреях
- Деньги — Бог евреев
- Как рабочий Гартман стал национал-социалистом
- Есть ли порядочные евреи?
- Без решения еврейского вопроса человечеству не будет спасения.

Эта книга определяет еврея как врага рабочего класса, «осквернителя расы» и дьявола в человеческом обличье. Каждая из частей книги посвящена одному из аспектов еврейства и заканчивается коротким стихотворением, обобщающим её содержание. Тематически книга построена в виде нападок по трём направлениям: внешний вид, религиозные убеждения и моральные ценности евреев. Книга получила название по теме первого рассказа, где евреи сравниваются с ядовитыми грибами. В школе немецким детям рассказывают о «физических характеристиках» евреев и поощряют их обсуждать. Следующие рассказы представляют собой нападки на Талмуд и устои еврейского общества. В каждом из эпизодов, связанных с обсуждением Талмуда, систематически возникает образ морально деградировавшего еврея, пытающегося воспользоваться высокоморальными немцами. Жертвы евреев изображены в виде беззащитных молодых женщин, детей и животных. Образ бесчеловечного монстра-еврея как посланца самого дьявола сопровождается гротескными карикатурами. Некоторые рассказы носят порнографический характер. Нацистская евгеника рассматривается в книге как биологическое оправдание антисемитизма.
Первая часть, давшая название книге, — пример совмещения рассказа с расистской биологией. Мать и сын собирают грибы в лесу, их внешний вид и традиционная одежда подчёркивают их немецкую идентичность. Мать показывает сыну ядовитые грибы и учит отличать их от съедобных. Далее она переводит разговор на общество и говорит, что некоторые люди — столь же вредные, как ядовитые грибы. Мальчик уже знает, кто эти люди, поскольку учитель часто о них рассказывает, — это евреи. Диалог содержит призыв привлечь немецкую молодежь к усилиям по сохранению генетической целостности арийской расы.
Если в первой части все вопросы носят риторический характер с заранее известными ответами, то вторая часть («Как распознать еврея») демонстрирует сам процесс идеологической обработки. Сцена описывает класс, где школьники под руководством преподавателя учатся распознавать биологические признаки еврея. Цель этого рассказа — очередное совмещение нацистской биологии и детской литературы в теории и практике обвинения евреев.
Рассказ о Талмуде сделан в виде разговора между раввином и его учеником. Раввин изображен как злонамеренный член тайного культа, передающий знания следующему поколению. Разговор отражает многочисленные антисемитские предрассудки, в частности, что евреи — лжецы, мошенники и ростовщики, нарушающие свое слово в отношениях с неевреями. Еврейство показано как антитеза морали и закону.
В рассказе «Как еврейские адвокаты обманули двух женщин» объясняется, что евреи специально провоцируют конфликты между немцами, чтобы заработать на этом денег. По сюжету еврейские юристы вступают в сговор против двух поссорившихся женщин, интересы которых они представляют, в результате суд признаёт обеих женщин виновными и приговаривает их к штрафу. Урок, который следует усвоить, согласно книге, состоит в том, чтобы не ссориться друг с другом и «никогда не обращаться к еврейским адвокатам».
Миф об «осквернении расы» преподносится в рассказе «Визит Инги к врачу-еврею», в котором немецкая девушка едва не становится жертвой сексуальных домогательств еврейского врача. Рассказ завершается стихотворением, «медленно и значительно» произнесенным Ингой: «Дьявол своей недоброй рукой / Направил еврея на немецкую землю. // Как дьявол, он домогается / Немецкой женщины и немецкой чести. // Немцы, вы не хотите этого понять, / Но всё же поймёте это. // Нужно лечить немцев / Только немецкими средствами».
Иллюстратор книги Филипп Рупрехт изобразил евреев в виде невысоких, тучных, небритых фигурок со свиноподобными чертами и с преувеличенно крючковатыми носами. По мнению литературоведа Дэниэла Грина, сходство со свиньями предназначено для дополнительного унижения евреев, поскольку свинья в иудаизме считается нечистым животным и её запрещено употреблять в пищу.

## Оценки

### В Германии
Доктор исторических наук Александр Ермаков писал, что к моменту выхода из печати «Ядовитого гриба» представления многих немцев о нравственности и о том, что дозволено читать детям, были настолько извращены, что редакция Der Stürmer не испытывала недостатка в восторженных письмах. Один взрослый читатель восхищался тем, что произведение Химера и Рупрехта «изящно» преподносит тему «осквернения расы». Другой предлагал номинировать «Ядовитый гриб» на премию в области литературы для молодёжи. Третий, педагог из Франкфурта-на-Майне, сообщал, что ознакомил с новой антисемитской книгой своих учеников, и они были «восхищены точно так же, как и я сам». Школьница Криста Люфер написала в 1938 году в своём дневнике:

«Каждый хороший немец должен прочитать эту книгу», — сказал герр Венцель. В нём говорится об опасностях, угрожающих немецкому народу со стороны евреев. Господин Венцель прочитал нам первый рассказ. Он называется «Ядовитый гриб». В сюжете говорилось, что евреи — это ядовитые грибы, и мы должны их остерегаться.

Еженедельник Der Stürmer презентовал книгу так:

Молодёжная книга Эрнста Химера «Ядовитый гриб» от Stürmer-Verlag с иллюстрациями Фипса принадлежит каждому немецкому мальчику и девочке. Но и взрослые должны извлечь из этого урок, потому что ради будущего Германии они не должны уставать снова и снова учить своих детей: еврей — это сатана в человеческом обличье, он — воплощение лжи. Кто попадет в его когти, тот потерян для себя и своего народа.

Однако часть немецкого общества, включая высокопоставленных нацистов, отнеслась к книге резко отрицательно. Неприемлемой эту книгу счёл даже министр пропаганды Йозеф Геббельс, который предпочитал более тонкие методы индоктринации. В своём дневнике 29 мая 1938 года он написал: «Штрейхер опубликовал новую детскую книгу. Ужасная вещь. Почему фюрер мирится с этим?». Аналогичную точку зрения о вреде для молодёжи этой книги высказывали представители СС и СД. Как писал филолог Хайнц Шрекенберг, претензии были не к содержанию, а из-за «невероятно преувеличенной, отвратительной и непристойной формы», в которую было «упаковано» это содержание.

### В других странах
За границей «Ядовитый гриб» был оценен крайне негативно. Журналист «Ежедневной парижской газеты» на немецком языке Бруно Фрай в публикации 22 апреля 1938 года назвал автора и издателей книги губителями детей: «Из всех бед, в которые ввергли немецкий народ нацисты, как самая ужасная войдёт в историю хладнокровное отравление детских душ». Показав, как в «Ядовитом грибе» в адаптированном для детской аудитории виде преподнесены вульгарные антисемитские идеи, в том числе бредовая фантазия об «осквернении расы», Фрай предложил: «Обожатели Гитлера в Париже и Лондоне должны как можно скорее позаботиться о переводе этой иллюстрированной книги на французский и английский языки». Английский перевод появился в Лондоне в 1938 году, в том же году, когда книга была опубликована в Германии. Епископ Дарема Хенсли Хенсон призвал «всех, кто желает составить справедливую оценку антисемитизма немецкого государства» ознакомиться с этой книгой.

### На Нюрнбергском процессе
Во время Международного судебного процесса над нацистскими преступниками книга «Ядовитый гриб» (документ PS-1778, экземпляр номер USA-257) дважды использовалась в качестве доказательства представителями обвинения. 15 декабря 1945 года помощник главного обвинителя от США майор Уильям Уолш привёл содержание книги в подкрепление обвинений нацистского режима в преследовании евреев с конечной целью уничтожить еврейский народ. 10 января 1946 года содержание книги было предъявлено помощником главного обвинителя от Великобритании подполковником Мервином Гриффит-Джонсом как одно из доказательств обвинения в адрес Юлиуса Штрейхера. Гриффит-Джонс привёл текст рассказа «Визит Инги к врачу-еврею» и сказал, что этот текст «показывает лучше, чем какая-либо другая выдержка, отвратительные средства, которые применял этот человек для того, чтобы отравить умы своих слушателей и читателей».

### В XXI веке
В 2007 году американский неонацист Герхард Лаук перевёл книгу на эстонский язык и продавал на своём сайте по цене 10 долларов. Полиция безопасности Эстонии проводила расследование по данному поводу. В 2020 году продажу этой книги и другой нацистской литературы пресекала полиция в Чехии и Германии. В Лейпциге были конфискованы тысячи экземпляров книг, незаконно распространяемых издательством Der Schelm.
9 декабря 2013 года книга была признана экстремистским материалом решением Октябрьского районного суда Ставрополя, а в марте 2014 года она была внесена в российский Федеральный список экстремистских материалов под номером 2233.
В 2020 году компания Amazon приняла решение запретить продажу на своих сайтах книги «Ядовитый гриб» наряду с другими книгами нацистских пропагандистов, включая книгу Адольфа Гитлера «Моя борьба».
Литературовед из университета имени Бар-Илана Дэниэл Фельдман писал, что эта книга является «мощным и устойчивым предупреждением о том, как злонамеренные политические деятели могут использовать науку для обоснования искаженных представлений о реальности с целью укоренения своих взглядов среди детей».